# 埃尔斯托尔姆斯
埃尔斯托尔姆斯，是西班牙加泰罗尼亚莱里达省的一个市镇。 总面积13平方公里，总人口191人（2001年），人口密度15人/平方公里。